# Zorzines chionopepla
Zorzines chionopepla är en fjärilsart som beskrevs av Inoue 1992. Zorzines chionopepla ingår i släktet Zorzines och familjen nattflyn. Inga underarter finns listade i Catalogue of Life.